# Jan Wroczyński
Jan Wroczyński ps. „Rejtan” (ur. 6 czerwca 1876 w Ozieranach, zm. 28 kwietnia 1945 w Warszawie) – polski inżynier, tytularny generał dywizji Wojska Polskiego, kawaler Orderu Virtuti Militari.

## Życiorys
Syn Adolfa, ziemianina, i Emilii z Korwin-Sochaczewskich. Kształcił się w Korpusie Kadetów w Niżnym Nowogrodzie. Od 1 września 1894 roku pełnił służbę w Armii Imperium Rosyjskiego. W 1897 roku ukończył Nikołajewską Szkołę Inżynieryjną, a w 1905 roku Nikołajewską Akademię Inżynieryjną w Petersburgu, uzyskując tytuł inżyniera wojskowego. Budował twierdze w Libawie i Kownie. W 1905 awansował na kapitana, a w 1913 podpułkownika. Walczył w I wojnie światowej na froncie niemieckim, ostatnio jako szef Wojsk Inżynieryjnych 2 Armii. Po rewolucji 1917 czynny w Związku Wojskowych Polaków na Białorusi.
Od października 1917 do maja 1918 w I Korpusie Polskim na Wschodzie. Po kapitulacji korpusu przedostał się do Warszawy. Od czerwca do listopada 1918 był członkiem Tajnej Rady Wojskowej w Warszawie, która przygotowywała kadrę dla przyszłego Wojska Polskiego.

## Służba w Wojsku Polskim
25 października 1918 roku reskryptem Rady Regencyjnej Królestwa Polskiego został przyjęty do Wojska Polskiego z zatwierdzeniem stopnia pułkownika z patentem z dnia 6 grudnia 1916 roku. 4 listopada 1918 roku na podstawie rozporządzenia Rady Regencyjnej objął kierownictwo Ministerstwa Spraw Wojskowych w Warszawie. Na tym stanowisku zapoczątkował organizację naczelnych władz wojskowych, opracowywanie ustaw wojskowych i norm zaopatrzenia. 1 marca 1919 roku przekazał obowiązki kierownika Ministerstwa Spraw Wojskowych generałowi porucznikowi Józefowi Leśniewskiemu. Od 18 kwietnia 1919 roku szef sztabu Dowództwa Głównego Sił Zbrojnych Polskich w byłym zaborze pruskim.
5 maja 1919 roku, na wniosek głównodowodzącego Sił Zbrojnych Polskich w byłym zaborze pruskim generała piechoty Józefa Dowbor-Muśnickiego, Komisariat Naczelnej Rady Ludowej dekretem nr 49 mianował go generałem podporucznikiem ze starszeństwem, które miało być określone później. 30 października 1919 roku Naczelny Wódz tymczasowo zatwierdził mu stopień generała podporucznika nadany przez Naczelną Radę Ludową w Poznaniu, warunkowo, do czasu ułożenia przez Komisję Weryfikacyjną ogólnej listy starszeństwa oficerów Wojsk Polskich.
Podczas wojny polsko-bolszewickiej szef fortyfikacji 1 Armii pozostający w dyspozycji Wojskowego Gubernatora Warszawy, a potem w 1920 kolejno: zastępca komisarza rządu do demilitaryzacji granicy z Niemcami, członek Rady Fortyfikacyjnej i wkrótce inspektor robót fortyfikacyjnych na wszystkich liniach obrony kraju. W lipcu 1920 dowódca Grupy Operacyjnej pod Ostrołęką, wreszcie od sierpnia szef Oddziału Naczelnej Kontroli Wojskowej. 1 maja 1920 roku został zatwierdzony z dniem 1 kwietnia 1920 roku w stopniu generała podporucznika, w grupie oficerów byłych Korpusów Wschodnich i byłej armii rosyjskiej. Z dniem 1 lipca 1921 roku został przeniesiony w stan spoczynku, w stopniu generała podporucznika, z prawem noszenia munduru.
26 października 1923 roku Prezydent RP Stanisław Wojciechowski zatwierdził go w stopniu tytularnego generała dywizji.
Osiadł w Warszawie, gdzie prowadził przedsiębiorstwo budowlane, brał udział w budowie Centralnego Okręgu Przemysłowego, wykonał kopiec dowborczyków. Podczas II wojny światowej działał w Towarzystwie Patriotycznym. Rozważano jego kandydaturę na komendanta zjednoczonych sił ruchu oporu, chociaż nie brał w nim udziału. Zmarł 28 kwietnia 1945 roku w Warszawie. Pochowany na cmentarzu Powązkowskim (kwatera 244-5-28).
W 2022 roku z inicjatywy Premiera RP Mateusza Morawieckiego grób Wroczyńskiego został odrestaurowany. Cały projekt był realizowany przez Fundację Stare Powązki we współpracy z Kancelarią Prezesa Rady Ministrów.

## Ordery i odznaczenia
- Krzyż Srebrny Orderu Wojskowego Virtuti Militari nr 6681 – 10 maja 1922[13][14]
- Krzyż Komandorski Orderu Odrodzenia Polski – 2 maja 1922[15][16]
- Medal Międzysojuszniczy „Médaille Interalliée” – 1925[17]

## Przypisy

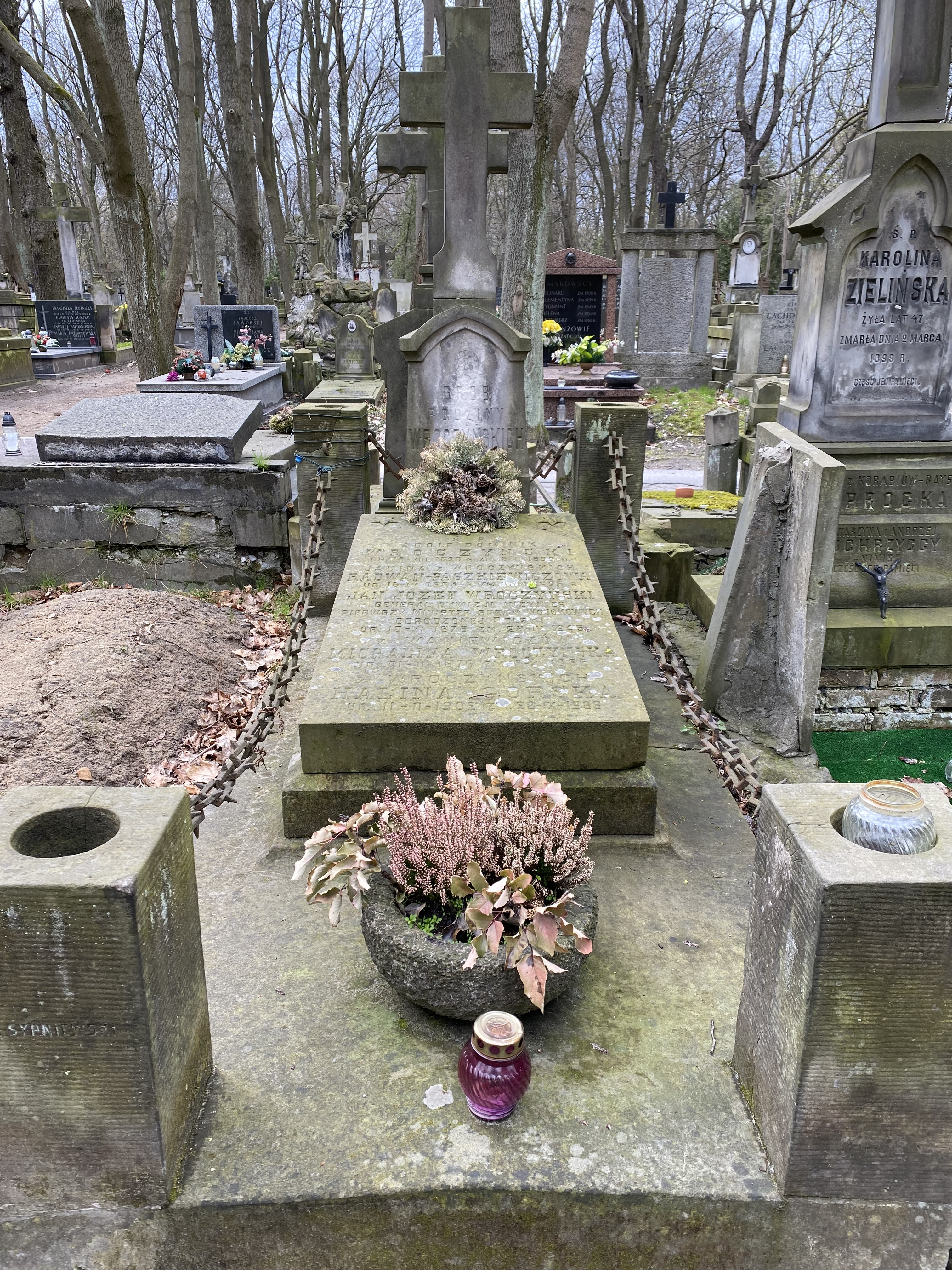
Grób Jana Wroczyńskiego na Cmentarzu Powązkowskim w Warszawie przed renowacją

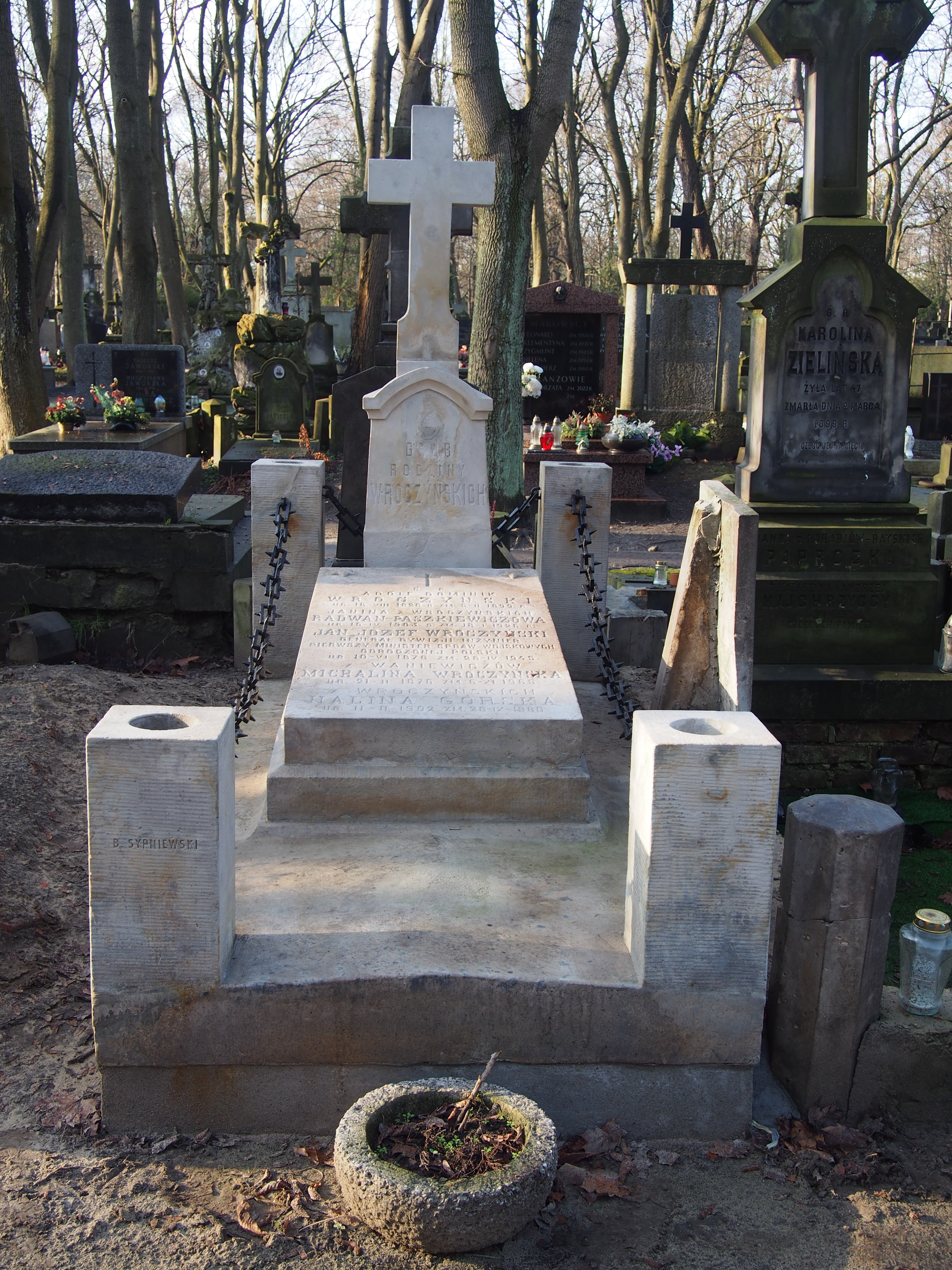
Grób Jana Wroczyńskiego na Cmentarzu Powązkowskim w Warszawie po renowacji w 2022 roku